# Ansgar Franz
Ansgar Franz (* 26. Februar 1959 in Bingen) ist ein deutscher römisch-katholischer Theologe und Professor für Liturgiewissenschaft.

## Leben
Das Studium an der Johannes Gutenberg-Universität Mainz und der Pontificia Universitas Gregoriana in Rom schloss er als 1984 mit Staatsexamen in Geschichte, Italianistik und Theologie in Mainz und 1991 mit der Promotion in Katholischer Theologie ab. Nach der Habilitation 1998 in Liturgiewissenschaft, Hymnologie und Homiletik wurde er im Jahr 2000 auf den Lehrstuhl für Liturgiewissenschaft an der Ruhr-Universität Bochum berufen. Seit März 2005 lehrt er als Professor für Liturgiewissenschaft und Homiletik an der Katholisch-Theologischen Fakultät der Johannes Gutenberg-Universität Mainz.

## Schriften (Auswahl)
- Tageslauf und Heilsgeschichte. Untersuchungen zum literarischen Text und liturgischen Kontext der Tagzeitenhymnen des Ambrosius von Mailand (= Pietas Liturgica. Studia. Band 9). EOS-Verlag, St. Ottilien 1994, ISBN 3-88096-289-8 (zugleich Dissertation, Mainz 1991).
- als Herausgeber: Streit am Tisch des Wortes? Zur Deutung und Bedeutung des Alten Testaments und seiner Verwendung in der Liturgie (= Pietas Liturgica. Band 8). EOS-Verlag, St. Ottilien 1997, ISBN 3-88096-288-X.
- als Herausgeber mit Hansjakob Becker, Ansgar Franz, Jürgen Henkys, Hermann Kurzke, Christa Reich und Alex Stock: Geistliches Wunderhorn. Große deutsche Kirchenlieder. Beck, München 2001, ISBN 3-406-48094-2.
  - als Herausgeber mit Hansjakob Becker, Ansgar Franz, Jürgen Henkys, Hermann Kurzke, Christa Reich und Alex Stock: Geistliches Wunderhorn. Große deutsche Kirchenlieder. 2. durchges. Auflage, Beck, München 2003, ISBN 3-406-48094-2.
- Wortgottesdienst der Messe und Altes Testament. Katholische und ökumenische Lektionarreform nach dem II. Vatikanum im Spiegel von Ordo Lectionum Missae, Revised Common Lectionary und Four Year Lectionary: Positionen, Probleme, Perspektiven (= Pietas Liturgica. Studia. Band 16). Francke Verlag, Tübingen/Basel 2002, ISBN 3-7720-3273-7 (zugleich Habilitationsschrift, Mainz 1998).
- als Herausgeber: Kirchenlied im Kirchenjahr. Fünfzig neue und alte Lieder zu den christlichen Festen (= Mainzer Hymnologische Studien. Band 8). Francke Verlag, Tübingen/Basel 2002, ISBN 3-7720-2918-3.
- als Herausgeber mit Andreas Poschmann und Hans-Gerd Wirtz: Liturgie und Bestattungskultur. Deutsches Liturgisches Institut, Trier 2006, ISBN 3-937796-04-5.
- mit Hansjakob Becker und Alexander Zerfaß: Bruno von Köln und die Liturgie der Kartause. Rekonstruktion des Antiphonale Sancti Brunonis und Reproduktion der ältesten kartusiensischen Offiziumshandschriften (= Analecta Cartusiana. Band 292). FB Anglistik und Amerikanistik, Univ. Salzburg, Salzburg 2015, ISBN 3-902895-34-9.
- als Herausgeber mit Alexander Zerfaß: Wort des lebendigen Gottes. Liturgie und Bibel (= Pietas Liturgica. Band 16). Francke Verlag, Tübingen 2016, ISBN 3-7720-8497-4.
- als Herausgeber mit Hermann Kurzke und Christiane Schäfer: Die Lieder des Gotteslob. Geschichte – Liturgie – Kultur. Mit besonderer Berücksichtigung ausgewählter Lieder des Erzbistums Köln. kbw bibelwerk, Stuttgart 2017, ISBN 3-460-42900-3.